# Ozodiceromya xanthobasis
Ozodiceromya xanthobasis är en tvåvingeart som först beskrevs av James 1949.  Ozodiceromya xanthobasis ingår i släktet Ozodiceromya och familjen stilettflugor.
Artens utbredningsområde är Colorado. Inga underarter finns listade i Catalogue of Life.